# François Vibert
François Vibert (7 de septiembre de 1891 – 23 de mayo de 1978) fue un actor teatral, cinematográfico y televisivo de nacionalidad francesa.

## Biografía
Su nombre completo era Henri François Pierre Vibert, y nació en Lyon, Francia, siendo sus padres Jean-Philibert Vibert y Benoîte-Louise Martin, los cuales trabajaban como tejedores de seda en el barrio de La croix rousse à Lyon. 
Finalizada la Primera Guerra Mundial, debutó en el Gran teatro de Ginebra, donde actuó durante tres temporadas. En 1922 se casó con Yvonne Bonneton, de la cual se divorció dos años más tarde. Desde 1924 a 1925 participó en una gira teatral en Borgoña con Jacques Copeau y sus alumnos, y al siguiente año fue contratado por Charles Dullin para trabajar en el Théâtre de l'Atelier. En 1935 se casó con Séverine Lerczynska, también actriz, intérprete en los filmes Boudu salvado de las aguas y La Marseillaise, ambos de Jean Renoir, y con la cual tuvo una hija. 
Hasta 1947, François Vibert actuó en diferentes teatros: Théâtre de la Michodière, Théâtre de l'Athénée, Théâtre de l'Atelier, Théâtre Antoine y Théâtre des Mathurins. El 15 de marzo de 1948 ingresó como pensionnaire en la Comédie-Française, permaneciendo 20 años en la misma. 
Vibert actuó también en numerosos filmes y en producciones televisivas hasta diciembre de 1977. De dichas interpretaciones destaca su papel en la serie Les Cinq Dernières Minutes, con Raymond Souplex, en el episodio Histoire pas naturelle, además de seis actuaciones para otra serie, La caméra explore le temps.
François Vibert vivió largo tiempo en Montreuil, Francia, localidad en la que falleció en 1978, a los 86 años de edad. Fue enterrado en el cementerio de  de dicha población.

## Teatro

### Actor
- 1913 : Blanche Câline, de Pierre Frondaie, Théâtre Michel
- 1921 : La Bataille, de Pierre Frondaie a partir de Claude Farrère, escenografía de Firmin Gémier, Théâtre Antoine
- 1921 : La Dauphine, de François Porché, Théâtre du Vieux-Colombier
- 1922 : Les Plaisirs du hasard, de René Benjamin, escenografía de Jacques Copeau, Théâtre du Vieux-Colombier
- 1925 : La Femme silencieuse, de Ben Jonson, escenografía de Charles Dullin, Théâtre de l'Atelier
- 1926 : La Comédie du bonheur, de Nicolas Evreinoff, adaptación de Fernand Nozière, escenografía de Charles Dullin, Théâtre de l'Atelier
- 1928 : Volpone, de Jules Romains, escenografía de Charles Dullin, Théâtre de l'Atelier
- 1932  : La Fleur des pois, de Édouard Bourdet, Théâtre de la Michodière
- 1937 : Le Simoun, de Henri-René Lenormand, escenografía de Camille Corney, Théâtre des Célestins
- 1945 : Tartufo, de Molière, escenografía de Marcel Herrand, Théâtre des Mathurins
- 1946 : Divinas palabras, de Ramón María del Valle-Inclán, escenografía de Marcel Herrand, Théâtre des Mathurins
- 1946 : Primavera, de Claude Spaak, escenografía de Marcel Herrand, Théâtre des Mathurins
- 1946 : Morts sans sépulture, de Jean-Paul Sartre, escenografía de Michel Vitold, Théâtre Antoine
- 1950 : La Belle Aventure, de Gaston Arman de Caillavet, Robert de Flers y Étienne Rey, escenografía de Jean Debucourt, Comédie-Française
- 1950 : L'Arlésienne, de Alphonse Daudet, escenografía de Julien Bertheau, Comédie-Française en el Teatro del Odéon
- 1951 : Madame Sans Gêne, de Victorien Sardou, escenografía de Georges Chamarat, Comédie-Française
- 1951 : Le Veau gras, de Bernard Zimmer, escenografía de Julien Bertheau, Comédie-Française
- 1960: Le Cardinal d'Espagne, de Henry de Montherlant, escenografía de Jean Mercure, Comédie-Française
- 1962: El avaro, de Molière, escenografía de Jacques Mauclair, Comédie-Française
- 1965 : L'Orphelin de la Chine, de Voltaire, escenografía de Jean Mercure, Comédie-Française
- 1965 : La Rabouilleuse, de Émile Fabre a partir de Honoré de Balzac, escenografía de Paul-Émile Deiber, Comédie-Française
- 1966 : Le Jeu de l'amour et de la mort, de Romain Rolland, escenografía de Jean Marchat, Comédie-Française
- 1966 : Pulchérie, de Pierre Corneille, escenografía de Serge Bouillon, Festival de Barentin
- 1967 : L'Émigré de Brisbane, de Georges Schéhadé, escenografía de Jacques Mauclair, Comédie-Française
- 1970 : Doce hombres sin piedad, de Reginald Rose, escenografía de Michel Vitold, Théâtre Marigny
- 1975 : Lear, de Edward Bond, escenografía de Patrice Chéreau, Teatro Nacional Popular, Théâtre national de Belgique, Teatro del Odéon
- 1976 : L'Homme de cendres, de André Obey, escenografía de Jean-Pierre André, Festival de Vaison-la-Romaine

### Director
- 1931 : La Quadrature du cercle, de Valentín Katáyev, Théâtre de l'Atelier
- 1949 : George Dandin, de Molière, con Jean-Marie Serreau, giras en Francia y Alemania[1]

## Filmografía

### Cine
- 1932 : Le Petit Babouin, de Jean Grémillon
- 1949 : Tête blonde, de Maurice Cam
- 1952 : La Caraque blonde, de Jacqueline Audry
- 1952 : Le Chemin de Damas, de Max Glass
- 1952 : Les Dents longues, de Daniel Gélin
- 1952 : Nous sommes tous des assassins, de André Cayatte
- 1955 : Le Dossier noir, de André Cayatte
- 1962 : Rue du Havre, de Jean-Jacques Vierne
- 1965 : Les Grandes Gueules, de Robert Enrico
- 1965 : La Redevance du fantôme, de Robert Enrico
- 1967 : Alexandre le bienheureux, de Yves Robert
- 1974 : Verdict, de André Cayatte

### Televisión
- 1954 : Une enquête de l'inspecteur Grégoire, episodio La Partie de cartes, de Marcel Bluwal
- 1958 : Les Cinq Dernières Minutes, episodio Histoire pas naturelle, de Claude Loursais
- 1960 : Cyrano de Bergerac, de Claude Barma
- 1966 : Les Cinq Dernières Minutes, episodio Histoire pas naturelle, de Guy Lessertisseur
- 1967 : Le Golem, de Jean Kerchbron
- 1968 : Au théâtre ce soir : Étienne, de Jacques Deval, escenografía de Louis Seigner, dirección de Pierre Sabbagh, Théâtre Marigny
- 1968 : Les Enquêtes du commissaire Maigret, episodio Signé Picpus, de Jean-Pierre Decourt
- 1969 : Jacquou le Croquant, de Stellio Lorenzi
- 1970 : L'Illusion comique, de Robert Maurice
- 1970 : Au théâtre ce soir : Doce hombres sin piedad, de Reginald Rose, escenografía de Michel Vitold, dirección de Pierre Sabbagh, Théâtre Marigny
- 1972 : Les Misérables, de Marcel Bluwal